# محيط الصهارة القمري

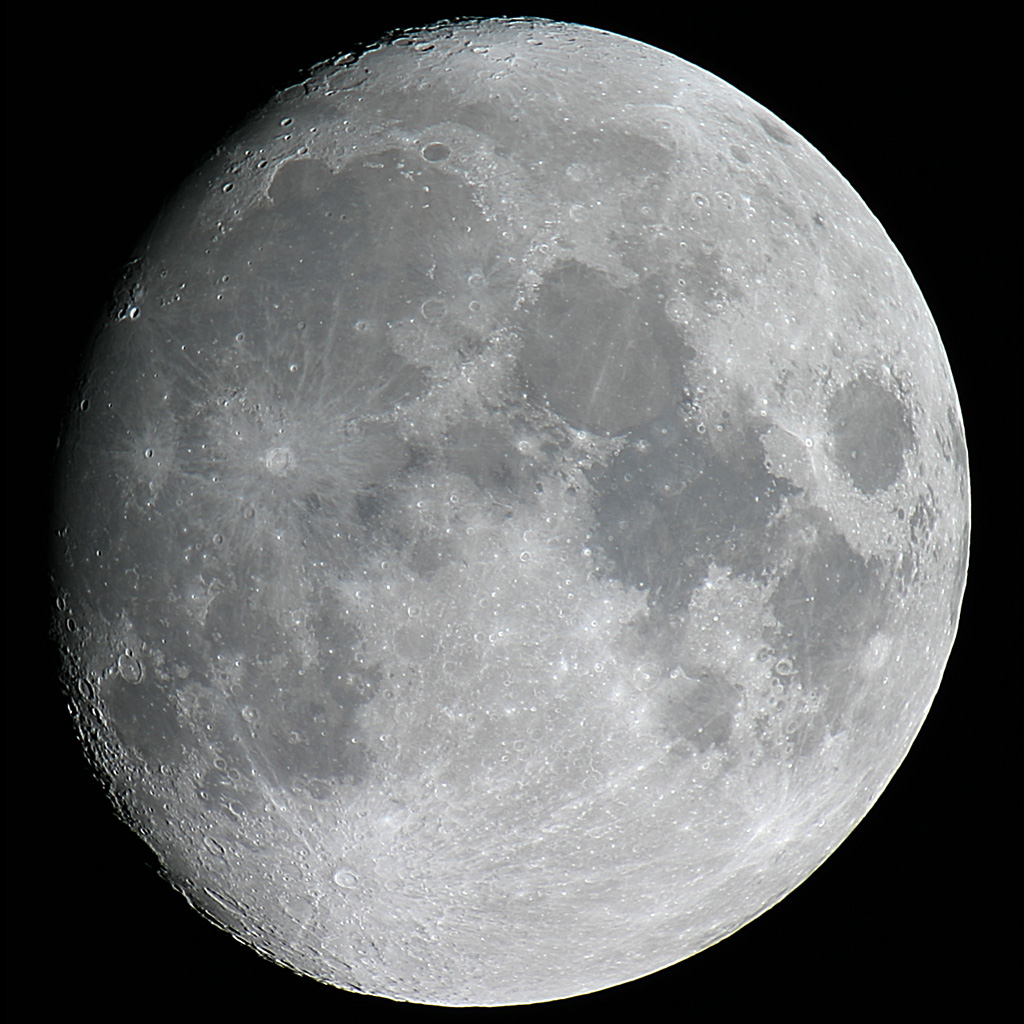

تبعاً لفرضية الاصطدام العملاق تحررت كمية كبيرة من الطاقة أثناء تشكل القمر ويعتقد أن جزء كامل من القمر كان منصهر شكل ما يعرف محيط الصهارة القمري. وتأتي الأدلة الموافقة لهذه النظرية من الكميات الكبيرة من صخور أنورثوستيك في تركيب قشرة القمر ومن المرتفعات القمرية بالإضافة إلى النسبة الكبيرة في المركبات الجيوكيميائية .
وقد حدد عمر تشكل وتبلور محيط القمر من خلال دراسة نظائر الهافنيوم والتنغستن والساماريوم ونيوديميوم وقدر أن تشكيل محيط الصهارة كان بعد 70 مليون سنة من تشكل النظام الشمسي وتبلور معظم المحيط بعد 215 مليون سنة من تشكله